# Danthonioideae
Danthonioideae là một phân họ chủ yếu thuộc nửa cầu nam của các loài cỏ Poaceae, bao gồm một tông duy nhất là Danthonieae và một chi chưa được phân loại, với tổng cộng khoảng 300 loài. Nó bao gồm các loài cỏ thảo mộc đến một phần thân gỗ, cây cỏ lâu năm hoặc hàng năm (hiếm hơn) phát triển trong cánh đồng cỏ mở, rừng cây bụi và rừng. Nó thuộc nhóm PACMAD của các loài cỏ, nhưng khác với một số dòng họ khác trong nhóm đó, cỏ trong Danthonioideae chỉ sử dụng đường sinh học C3. Nhóm chị em của nó là phân họ Chloridoideae.
Có 19 chi, trong đó có 18 chi được đặt trong tông Danthonieae, trong khi một chi chưa được phân loại (incertae sedis). Mối quan hệ trong nhóm này phức tạp; các bằng chứng phát sinh chủng loại xung đột từ DNA lục lạp và DNA nhân cho thấy rằng sự giao thoa của các loài đã đóng một vai trò quan trọng trong Danthonioideae.
- incertae sedis:
Danthonidium
- tộc Danthonieae:
Austroderia, Capeochloa, Chaetobromus, Chimaerochloa, Chionochloa, Cortaderia (đồng nghĩa: Lamprothyrsus), Danthonia, Geochloa, Merxmuellera, Notochloe, Pentameris (đồng nghĩa: Pentaschistis, Poagrostis, Prionanthium), Phaenanthoecium, Plinthanthesis, Pseudopentameris, Rytidosperma (đồng nghĩa: Austrodanthonia, Monostachya, Notodanthonia, Pyrrhantherea), Schismus (đồng nghĩa: Karroochloa), Tenaxia, Tribolium